# Авиационные происшествия Аэрофлота 1965 года

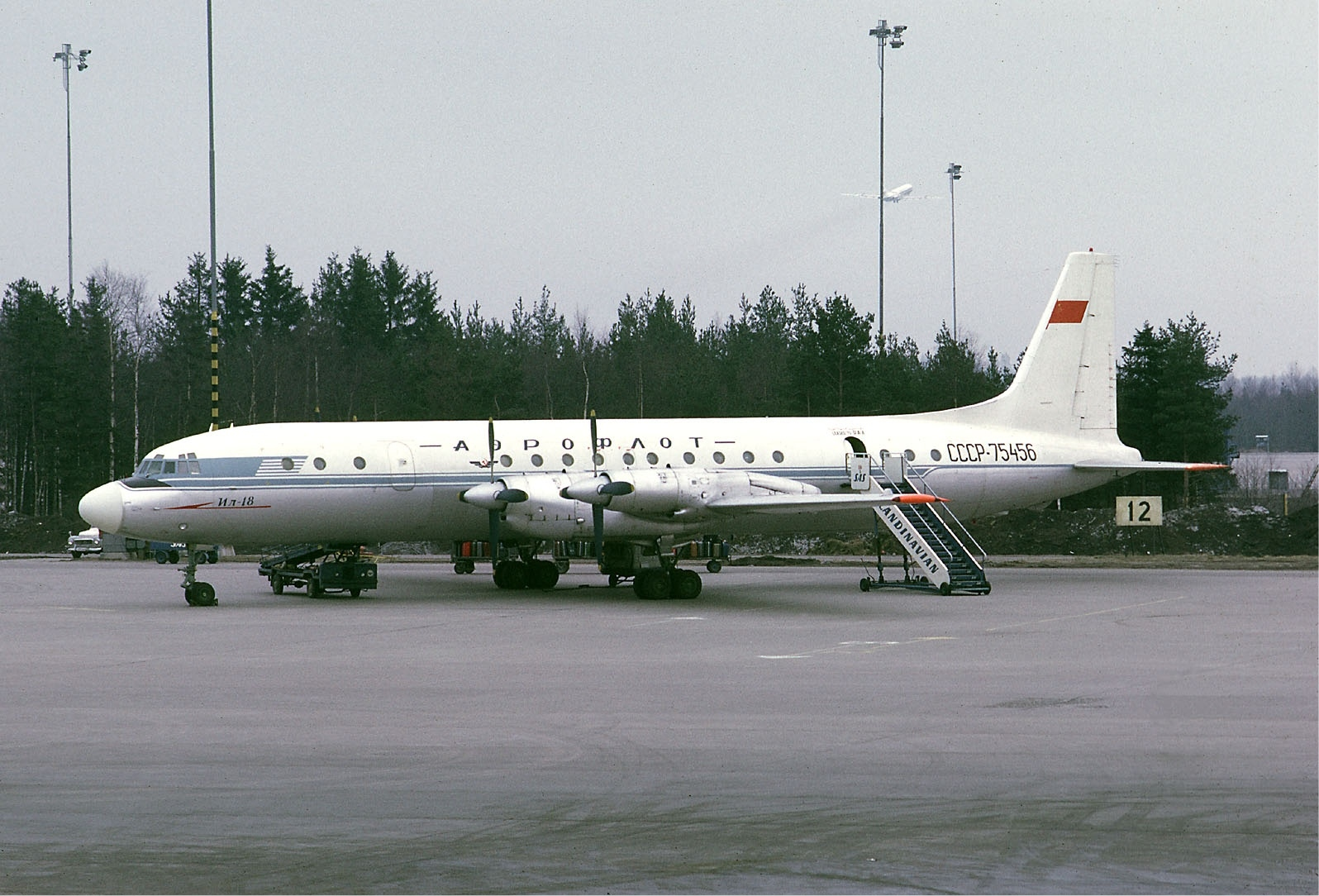
Ил-18 предприятия «Аэрофлот»

Авиационные происшествия и инциденты, включая угоны, произошедшие с воздушными судами Министерства гражданской авиации СССР (Аэрофлот) в 1965 году.
В этом году крупнейшая катастрофа с воздушными судами предприятия «Аэрофлот» произошла 4 января в Алма-Ате, когда самолёт Ил-18Б при посадке врезался в землю близ полосы и разрушился, при этом погибли 64 человека (подробнее…).

## Список
Отмечены происшествия и инциденты, когда воздушное судно было восстановлено.
| Дата                  | Место                                                                  | ВС      | Бортовой номер | Управление         | Жертв  | Описание | И      |
| --------------------- | ---------------------------------------------------------------------- | ------- | -------------- | ------------------ | ------ | --- | ------ |
| 2 января 1965 года    | Дарваза                                                                | Ли-2    | 63842          | Туркменское        | 24/24  | Упал после взлёта из-за остановки двигателей вследствие истощения топлива (подробнее…) | [ 1 ]  |
| 4 января 1966 года    | Алма-Ата                                                               | Ил-18Б  | 75685          | Казахское          | 64/103 | При посадке в СМУ врезался в землю близ ВПП (подробнее…) | [ 2 ]  |
| 2 февраля 1966 года   | Вархи, Городокский район                                               | Ан-2Р   | 45218          | Белорусское        | 1/3    | В ходе авиационно-химических работ при крутом развороте пьяным экипажем на малой высоте зацепил линию связи и упал на землю | [ 3 ]  |
| 4 февраля 1966 года   | Чапаевка, Токмакский район                                             | Ка-15   | 86633          | Украинское         | 2/2    | Потеря подъёмной силы верхнего несущего винта из-за отказа редуктора, приведшая к схлёстыванию лопастей несущих винтов и их разрушению | [ 4 ]  |
| 5 февраля 1966 года   | Краснокутский район, близ Горецкого                                    | Ан-2Т   | 07914          | Краснокутское ЛУГА | 8/8    | После взлёта вошёл в левый крен и упал на землю из-за дезориентации пилота в СМУ при разарретированых авиагоризонтах | [ 5 ]  |
| 13 февраля 1966 года  | Кашкадарьинская область, 2 км ССЗ Ширинбулака                          | Avia-14 | 52003          | Азербайджанское    | 23/23  | Столкновение с горой после снижения под безопасную высоту | [ 6 ]  |
| 7 марта 1966 года     | Ермаковский район, близ Арадана, 122 км от Кызыла                      | Ли-2    | 54971          | Красноярское       | 31/31  | В полёте из-за турбулентности отделился концевой обтекатель левого крыла, после чего возникшие перегрузки оторвали руль направления, сделав самолёт неуправляемым (подробнее…) | [ 7 ]  |
| 8 марта 1966 года     | Куйбышев, близ Курумоча                                                | Ту-124В | 45028          | Приволжское        | 30/39  | После взлёта вошёл в крен и упал на землю из-за сбоя в работе авиагоризонтов и ошибок пилота-стажёра в пилотировании (подробнее…) | [ 8 ]  |
| 8 марта 1966 года     | Фрунзе                                                                 | Ил-18Б  | 75690          | Киргизское         | 0/?    | Экипаж забыл выпустить шасси при посадке | [ 9 ]  |
| 20 марта 1966 года    | Ханты-Мансийск                                                         | Ан-24   | 46764          | Уральское          | 43/47  | Посадка до ВПП, приведшая к разрушению конструкции и пожару в салоне (подробнее…) | [ 10 ] |
| 22 марта 1966 года    | Кременский район, 10 км З Кременной                                    | Як-12А  | 72683          | Украинское         | 1/1    | При авиационно-химических работах врезался в землю из-за отказа управления (обрыв троса) рулём высоты | [ 11 ] |
| 30 марта 1966 года    | Семипалатинск                                                          | Як-12А  | 90632          | Казахское          | 4/4    | Потерял управление и упал после взлёта из-за попадания в спутную струю от истребителя МиГ-17 | [ 12 ] |
| 25 апреля 1966 года   | Нанайский район, 65 км ВСВ Троицкого                                   | Ан-2Т   | 55568          | Дальневосточное    | 12/12  | Столкновение с сопкой из-за дезориентирования нетрезвого экипажа после самовольного вылета | [ 13 ] |
| 10 мая 1966 года      | Чамзинка                                                               | Ан-2Р   | 55768          | Приволжское        | 5/6    | Столкновение со столбом и падение на землю при полёте на малой высоте после самовольного вылета; все на борту были пьяны. | [ 14 ] |
| 30 мая 1966 года      | Шарлыкский район, 1 км СВ Илькульгана                                  | Ка-18   | 64627          | Приволжское        | 3/3    | В ходе полёта разрушился главный редуктор, что вызвало схлёстывание лопастей обоих несущих винтов и их разрушение, приведя к полной потере подъёмной силы и управляемости вертолётом | [ 15 ] |
| 16 июня 1966 года     | Абрикосовка, Кировский район                                           | Ка-15М  | 30150          | Украинское         | 1/1    | В ходе авиационно-химических работ из-за дефекта (заклинивания) редуктора разрушились лопасти несущих винтов, приведя к полной потере подъёмной силы | [ 16 ] |
| 25 июня 1966 года     | Аральское море, близ мыса Кара-Кибер, 12 км СВ Комсомольска-на-Устюрте | Ми-1А   | 40478          | Узбекское          | 2/4    | Упал в море после ночного взлёта из-за дезориентации пилота | [ 17 ] |
| 13 июля 1966 года     | Аягозский район, 35 км СЗ Баршатаса                                    | Ми-1М   | 81541          | Казахское          | 1/3    | После взлёта потерял управление из-за попадания в вихрь и ударился о землю с разрушением конструкции | [ 18 ] |
| 21 июля 1966 года     | Солнечный район, близ Горного, 65 км СЗ Комсомольска-на-Амуре          | Ан-2Т   | 01201          | Дальневосточное    | 1/12   | Столкновение с горой после отклонения от трассы | [ 19 ] |
| 28 июля 1966 года     | Плавский район, совхоз «Дружба»                                        | Як-12М  | 62600          | СПиМВЛ             | 1/2    | При воздушном хулиганстве пьяного пилота после самовольного вылета, выполняя крутой разворот над совхозом потерял высоту и врезался в деревья | [ 20 ] |
| 25 августа 1966 года  | Шилале                                                                 | Ан-2Р   | 05856          | Литовская ОАГ      | 1/1    | Столкновение с деревьями при ночном полёте на малой высоте над городом после самовольного вылета психически неуравновешенного и сильно пьяного пилота | [ 21 ] |
| 29 августа 1966 года  | Красновишерский район, 2 км С Нюхти                                    | Ми-1Т   | 10119          | Уральское          | 2/2    | По неустановленной причине (отделение хвостовой балки из-за удара лопастями несущего винта, либо расклейка и разрушение лопастей винта) потерял управление и упал на землю | [ 22 ] |
| 4 сентября 1966 года  | Брянск, улица Плеханова                                                | L-200D  | 34469          | СПиМВЛ             | 1/3    | При заходе на посадку из-за отказа двигателя и ошибок в пилотировании потерял высоту и врезался в дома (подробнее…) | [ 23 ] |
| 5 сентября 1966 года  | Лоухский район, озеро Кереть                                           | Ан-2В   | 98320          | Северное           | 1/2    | Врезался в поверхность озера и затонул из-за воздушного хулиганства пьяного пилота | [ 24 ] |
| 9 сентября 1966 года  | Каларский район, 77 км СВ Калакана                                     | Ми-4А   | 31394          | Восточно-Сибирское | 7/7    | Разрушился в воздухе из-за сильной вибрации после отделения лопасти несущего винта | [ 25 ] |
| 11 сентября 1966 года | 32 км СЗ Улан-Удэ                                                      | Ан-12А  | 11337          | Полярное           | 8/8    | Столкновение с горой при заходе на посадку (подробнее…) | [ 26 ] |
| 17 сентября 1966 года | Чукотский АО, у реки Кувет                                             | Ми-4СП  | 19155          | Магаданское        | 0/4    | Столкновение с землёй при заходе на посадку в условиях белой мглы | [ 27 ] |
| 9 октября 1966 года   | Тереньгульский район, близ Скрипина                                    | Як-12М  | 74117          | Приволжское        | 2/2    | При авиационно-химических работах из-за отвлечения пилота потерял высоту и врезался в холм | [ 28 ] |
| 10 ноября 1966 года   | озеро Килпъявр, 2 км от аэродрома Килпъявр, близ Мурманска             | Ту-124В | 45086          | Северное           | 32/64  | При заходе на посадку в метель врезался в лёд озера из-за снижения под глиссаду(подробнее…) | [ 29 ] |
| 16 ноября 1966 года   | Усть-Мая                                                               | Ан-2СХ  | 01189          | Якутское           | 0/?    | Посадка до ВПП и столкновение с бревном с изломом шасси из-за ошибок командира в управлении двигателем | [ 30 ] |
| 15 декабря 1966 года  | 40 км С Мирного                                                        | Ми-1Т   | 40461          | Якутское           | 0/?    | Разрушился в воздухе из-за флаттера несущего винта в условиях турбулентности и упал в лес | [ 31 ] |
| 23 декабря 1966 года  | Магадан                                                                | Ил-18Б  | 75688          | Московское         | 0/?    | При ночном полёте на эшелоне 8000 м из-за незамеченного экипажем отключения автопилота вошёл в крутой левый крен и на большой скорости опустился до 4000 м, прежде чем был переведён экипажем в горизонтальный полёт. Был списан из-за деформации силового набора фюзеляжа вследствие перегрузок. | [ 32 ] |
| 31 декабря 1966 года  | н.д.                                                                   | н.д.    | н.д.           | н.д.               | 1/?    | Попытка захвата самолёта двумя угонщиками, при этом погиб один человек. Подробности неизвестны. | [ 33 ] |